# Портілья (Куенка)
Портілья (ісп. Portilla) — муніципалітет в Іспанії, у складі автономної спільноти Кастилія-Ла-Манча, у провінції Куенка. Населення — 81 особа (2010).
Муніципалітет розташований на відстані близько 140 км на схід від Мадрида, 24 км на північ від Куенки.

## Демографія
Динаміка населення (INE ):